# Империя Мали
Мали́ (Манден Куруфаба; мандинго: Nyeni; араб. مالي‎ Mālī) — государственное образование в северо-западной Африке (регионе Западного Судана), к югу от пустыни Сахара, существовавшее в XIII—XV веках. По сложившейся традиции называется империей (как и прочие африканские империи). Сложилось под началом народности малинке, ранее находившейся в зависимости от империи Ганы и принявшей мусульманскую религию (по крайней мере, на уровне верхушки).
Верховным правителем являлся манса. Личное войско мансы состояло из бывших рабов.
Создателем империи считается Сундьята Кейта, который в 1240 году захватил столицу Ганы Кумби-Сале, а подвластная ему территория простиралась от Атлантического океана на западе до озера Чад на востоке. Достигло наибольшего расцвета при Мусе I, первым принявшем титул манса, и его брате Сулеймане. В этот период государства Текрур, Сонгай и многие племена кочевников Сахары находились в вассальной зависимости от правителя Мали.
Население империи состояло в основном из свободных крестьян-общинников и кочевников-скотоводов. Общая численность населения Мали в XV веке оценивается в 40-50 млн человек.
Благодаря месторождениям Бамбук и Буре основную массу золота на средиземноморский рынок поставляло Мали. Существенной важностью для экономики обладала караванная торговля, проходящая через города Томбукту, Дженне и Гао.
Постоянные междоусобные войны ослабляли империю, в результате чего она в XV веке попала в зависимость от империи Сонгай, к XVII веку растеряла почти все свои территории и в 1885 году была присоединена к французским владениям.

## История

### Истоки. Сундиата Кейта
Первоначально Мали было небольшим княжеством в верховьях Нигера, по соседству с Каниага — крупным государством народа сосо. По всей видимости, государство Мали пребывало в вассальной зависимости от империи Гана. Одному из малийских правителей — Мусе Кейте (ок. 1200—1218) — приписывается основание города Кангаба на Нигере, чуть выше по течению от города Бамако, столице современной Республики Мали.
Сосо, руководимые родом кузнецов-жрецов Канте, обошли небольшие государства сонинке, и заполнили вакуум власти, оставшийся после разгрома Ганы Альморавидами. Именно поражение сосо от кланов манде, возглавляемых Сундиатой Кейтой, в битве при Кирине, произошедшей в начале XIII века, положило начало Мали как империи.
О возникновении Мали рассказывает псевдоисторический «Эпос о Сундиате», некоторые сведения также известны из трудов трёх арабских географов: аль-Умари, Ибн Баттуты и Ибн Хальдуна. Считается, что основатель Мали Сундиата, также известный как Соголон Джара и Мари Диата, правил с 1230 по 1255 годы, но порой указываются и другие даты. Одним из ценнейших завоеваний этого правителя были золотоносные районы Бамбука, положившие крепкую основу под финансовое благосостояние государства. Новой столицей вместо селения Дьелиба на берегу Нигера он избрал заложенный им на берегах Санкарани город Ниани, остававшийся столицей Мали вплоть до захвата в 1545 году сонгайским правителем — аскией Даудом.
Сундиата ввёл справедливые налоги и приказал расчищать леса под сельскохозяйственные угодья, на которых выращивали новые культуры, включая хлопок. Он также покровительствовал гриотам — касте профессиональных певцов, музыкантов и сказочников. Его придворный гриот и советник Балла Фасеке считается основателем одного из самых влиятельных гриотских родов современности; собственно, благодаря этим носителям устной фольклорной традиции и сохранился «Эпос о Сундиате».

### Мали при первых правителях
После Сундиаты Кейты правило трое его сыновей, которым в наследство досталась процветающая и динамичная держава с сильной армией и разветвлённой сетью торговых путей. Его непосредственный наследник, Ули I, описывался как могущественный правитель, совершивший хадж в Мекку в правление мамлюкского султана Египта Бейбарса I. Однако вслед за его правлением нарастала нестабильность. Третьего Мансу Уати сверг его душевнобольной брат Халифа Кейта, который развлекался, стреляя в своих людей из лука. Однако не пришлось тому проправить и года, как он был убит гвардией рабов клана Кейта. На престол взошёл Абубакар I (Абу Бакр, Манде Бори) — сын дочери Сундиаты, что свидетельствует о возможном наследовании по материнской линии.
Десятилетие спустя, в 1285 году, трон узурпировал уже непосредственно представитель рабской гвардии — вольноотпущенник Сакура (Сабкара). Судя по всему, его поддерживали народные массы, недовольные правлением членов династии Кейта. По свидетельству Ибн Хальдуна, в это время в Мали стали интенсивно прибывать купцы из Магриба, и торговля процветала. Именно Сакура окончательно покорил на востоке ключевой узел в транссахарской торговле с Египтом — город Гао, столицу в будущем могущественного Сонгайского царства. Впервые империя Мали установила контроль над Гао ещё при Уали, однако из-за внутренних междоусобиц в Ниани содержащимся там в качестве заложников сонгайским царевичам Али Колену и Слиман Нару удалось бежать и восстановить независимость Сонгая. Через 15 лет Сакура вернулся в Гао с армией, превратив Сонгай в вассальное государство, выплачивавшее дань малийским правителям вплоть до 1430-х годов.
Сакура считал своё положение достаточно безопасным, чтобы позволить себе отправиться в паломничество в Мекку, однако на обратном пути был убит, и престол вновь перешёл к династии Кейта.

### Процветание при Мансе Мусе

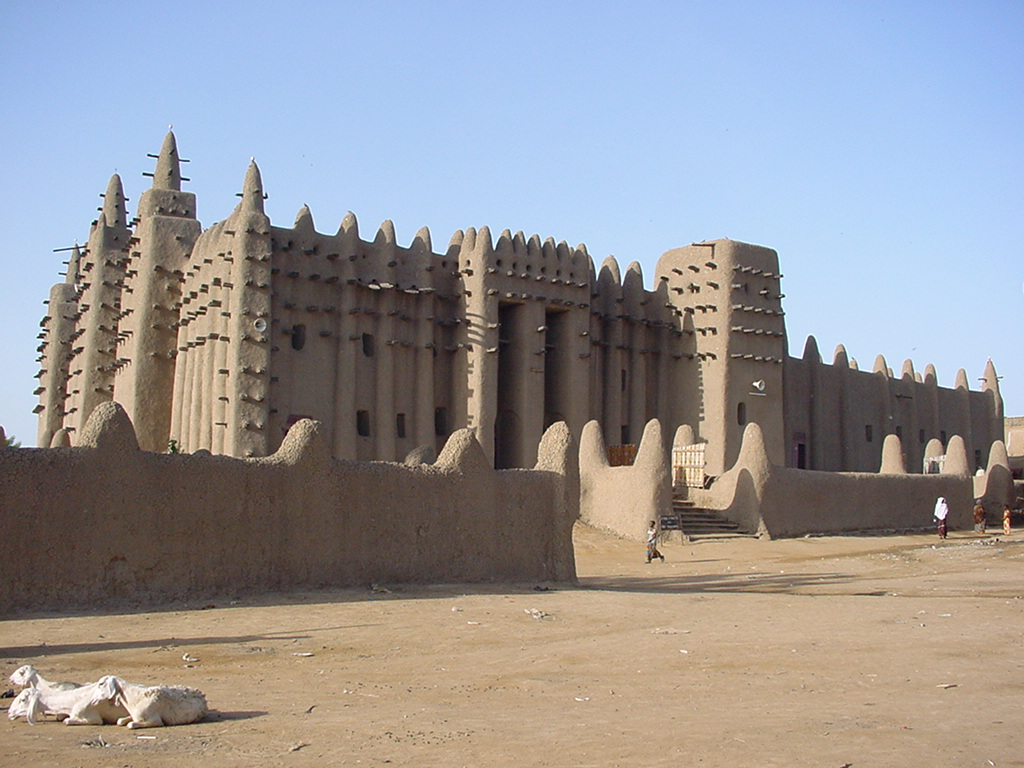
Великая мечеть Дженне — пример малийской архитектуры, стиль которой был заложен в империи Мали

Девятый правитель империи Мали Абубакар II отрёкся от престола для исследования океанских просторов Атлантики. Его преемник Манса Муса рассказывал, что в 1310 году Абубакар финансировал строительство 200 судов, направив экспедицию на исследование «западного предела» Атлантического океана. Миссия оказалась безрезультатной, и султан сам встал во главе следующей экспедиции в 1311 году, отправившись в открытый океан с тысячами судов с людьми и большим числом припасов.
Гипотеза о том, что экспедиция Абубакара смогла совершить трансатлантический визит в Новый Свет, считается маргинальной, а количество кораблей — явно завышенным, однако это свидетельствует о значительной материальной базе Мали. После невозвращения прежнего правителя его визирь Манса Муса сам стал императором.
Наибольшего влияния империя достигла при Мансе Мусе, также известному как Канку Муса — по имени матери (1312—1337). Он широко известен как по народным преданиям, так и по историческим источникам за пределами Мали, так как произвёл большое впечатление на Ближний Восток и Европу, совершив в 1324 году хадж с огромной свитой, одаривая по пути мусульманских правителей. Правителя, ехавшего верхом на коне, сопровождали, по разным данным, от 60 тыс. (хроника «Тарих ас-Судан») до 80 тысяч (по хронике «Тарих ал-Фатташ») человек. Среди них были караваны верблюдов, гружёных золотом, товарами, дарами, припасами, оружием, и вереницы рабов, причём каждый из полтысячи рабов во главе колонны опирался на посох из золота.
Прибыв в Египет, Манса Муса отказался целовать землю у ног султана Ан-Насир Мухаммада и вообще кланяться кому-либо, кроме Аллаха, однако был дружески встречен египетским правителем и щедро им одарён. Канку Муса в долгу не остался, отправив султану 40 тысяч золотых динаров, ещё 10 тысяч его визирю и такие же щедрые подарки множеству придворных и прочих чиновников. Шествие Мусы через Каир, расточительность царя и окружающая его роскошь прославили монарха. Однако в итоге оказалось, что, не успев дойти до Мекки, император истратил все свои запасы золота и даже был вынужден занять денег у египетских ростовщиков под огромные проценты. К тому же путь в Аравию и обратно обернулся множеством злоключений, в результате которых, по подсчётам египетского историка Такиюддина аль-Макризи, караван потерял треть людей и верблюдов. Наконец, золото, раздаренное гостями из Мали, обвалило рынки драгоценных металлов в Египте и по всему Средиземноморью, обесценив золото по крайней мере на ближайшие 12 лет.
По современным подсчётам, в своё паломничество правитель Мали взял как минимум 12 750 килограмм золота, раздав всё по дороге. Эксперты издания Сelebrity Net Worth, приведя состояние богатейших людей всех времён к условиям 2012 года, оценили состояние Мусы в 400 млрд долларов США. В опубликованном 13 октября 2012 года рейтинге 25 самых состоятельных людей мира он занял 1-е место, опередив европейскую династию Ротшильдов и американского предпринимателя Рокфеллера.
При всех финансовых потерях хадж Мусы вовсе не обернулся для Мали катастрофой — не в последнюю очередь потому, что за время отсутствия императора малийский полководец Сагаманджи вступил в 1325 году с войском в столицу Сонгая Гао, заполучив ключевой торговый район на севере, находившийся до этого в руках Сонгаи. Когда Канку Муса вернулся домой через Гао, где принял знаки повиновения от сонгайского царя и знати, и Томбукту, его сопровождали и главные приобретения дальнего похода — множество талантливых поэтов, теологов и зодчих (включая архитектора испанского происхождения Абу Исхака Ибрахима аль-Сахили, построившего царский дворец с куполом и центральную мечеть Санкоре в Томбукту), а с ними и большую библиотеку. В числе прибывших были и четверо шерифов (потомков пророка Мухаммеда) с семьями, которым Манса Муса предложил по тысяче мискалей золота за переселение в Мали.

### Закат при наследниках Мусы

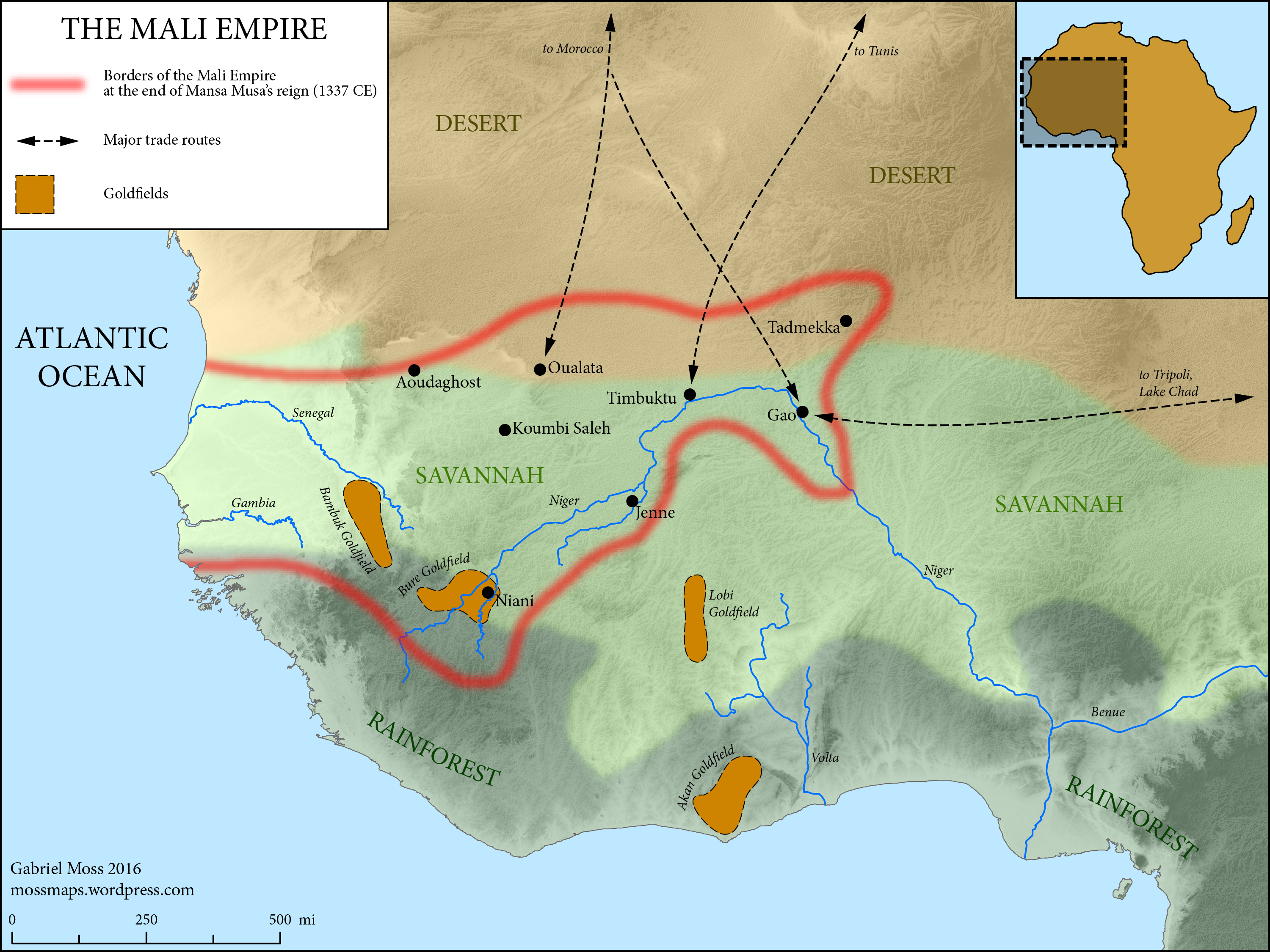
Карта Мали в период максимального расширения на фоне золотых приисков и торговых путей

Мансе Мусе наследовал его сын Маган I, правивший четыре года (1337—1341), за которые войско народа моси во главе с вождём Насеге разграбило и сожгло Томбукту. Следом престол занял брат Мусы — Сулейман Кейта (1341—1360), отстроивший разрушенный Томбукту. Именно в его правление Мали с дипломатической миссией от маринидского султана Марокко Абу Инана посетил известный путешественник Ибн Баттута (в 1352—1353 годах), оставивший описания этой страны. Среди всего прочего он поражался расточительству местной знати и фривольности женщин; он рассказал о блеске малийского двора и заговоре главной царской жены (Касы) против Сулеймана.
Хотя он был раскрыт, но претендент на престол, Диата (обычно обозначаемый как Мари Диата II — Мари Диатой I нумеруется сам Сундиата), сумел занять его в результате краткой гражданской войны, когда непосредственный наследник Сулеймана Камба Кейта (Каса) погиб в бою на девятый месяц правления (1360). Почти полтора десятилетия правления Мари Диаты II запомнились ещё большей тиранией, чем при Сулеймане. Ибн Хальдун передавал крайне резкие оценки очевидцев о Диате как об изверге и деспоте, «разрушившем империю, растратившим казну, развалившим всё, что создали до него».
После смерти этого мансы его сын и преемник Муса II был фактически отстранён от власти, изолирован и заключён под стражу своим советником и военачальником, которого тоже звали Мари Диата. Тот пытался восстановить силу Мали, укрепив восточную границу и послав войска в Сахару для борьбы с кочевниками санхаджами. Благодаря этому во второй половине XIV века к империи Мали была присоединена область Такедда с соляными копями и медными рудниками, но затем она вновь лишилась её. Следующего мансу, Магана II, убили вскоре после восшествия на трон, который не преминул занять член имперского совета с титулом Сандиги (Ибн Хальдун называет его визирем); узурпатор пытался легитизимировать своё правление женитьбой на матери свергнутого мансы, но тоже вскоре пал от руки убийцы «из числа родных Мари Диаты».

### Упадок
Взошедший на престол в 1390 году представитель династии Кейта Маган III (Махмуд I) был последним малийским мансой, которого упоминают арабские географы. Таким образом, уже к концу этого века Мали начинает терять влияние из-за внутренних усобиц и нашествий соседних племён (так, с юга Мали теснила народность моси, в 1400 году совершившая опустошительный набег на район озера Дебо). От империи отпадает Гао, который становится центром зарождения другого великого государства Западного Судана — Сонгай.
С начала XV века Сонгай теснит Мали, и к середине его становится главенствующим государством в регионе. К 1433 году Мали потеряло контроль над крупными городами Томбукту, Араван и Уалату, которые заняли туареги, а около 1460 года сонгайский правитель (ши) Сулейман Дама захватил область Мему к западу от города, длительное время бывшую частью империи Мали. При его преемнике Сонни (ши) Али Бер Сонгай окончательно превзошёл Мали. В 1545 году сонгайский правитель аския Дауд даже взял столицу Мали, а в 1558 году женился на дочери малийского царя.
Впрочем, ещё около 1510 года географ Лев Африканский, посетив владения Сонгаи и Мали, нашёл столицу последней зажиточной, обеспеченной зерном, скотом и ремесленной продукцией. Тем временем появилась новая угроза — былые данники Мали из сенегальской страны Текрур, в 1530—1535 годах опустошившие земли к югу от Сенегала.
Государство Мали даже не смогло воспользоваться разгромом Сонгая марокканским султаном Ахмадом аль-Мансуром. Манса Мамаду III пытался ввязаться в борьбу за сонгайское наследство и на короткое время занял Дженне, но марокканские войска заставили его покинуть город. В 1598 году Мали и Масина пытались закрепиться в районе Томбукту, но в следующем году были окончательно разгромлены силами Марокко. После смерти Махмуда IV около 1610 года империи Мали пришёл конец.
В 1630 году царство Бамана с центром в Дженне объявило джихад остальным мусульманским государствам на территории Мали, и единственной оставшейся после кампании 1645 года силой народа мандинка оказалась Кангаба. В 1667 году кангабский манса, Мама Маган IV, даже повёл атаку на столицу Бамана Сегу-Коро, но был вынужден отступить после трёхлетней осады. Войска народов фульбе и бамбара перешли в контрнаступление, осадили малийскую столицу Ниану и сожгли её. Манса Маган, преследуемый бамбара до Кангабы, был вынужден оставить столицу.
От когда-то могучей империи осталось лишь небольшое государство, включавшее запад внутренней дельты Нигера и провинции на побережье Атлантического океана. В XVII веке в руках правителей из династии Кейта остались только окрестности селения Кангаба на берегу реки Санкарани. Во второй половине XIX века эти земли были завоёваны Францией и в 1895 году присоединены к Французской Западной Африке.

## География и экономика

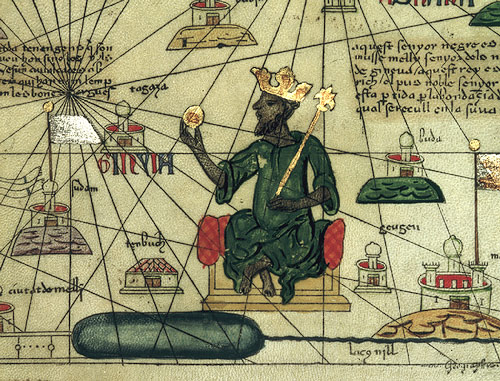
Манса Муса — наиболее известный правитель Мали (1307/12—1332/37). Изображение из Каталонского атласа (1375)

Главный исторический источник, из которого мы можем судить о географии и экономике средневекового государства Мали — записанные воспоминания арабского путешественника Ибн Баттуты, который посетил Мали в 1352 году, во время правления мансы Сулеймана.
Империя располагалась на территории современных государств Мали, Гвинея, Сенегал, Нигер, Мавритания. Главной транспортной артерией страны была река Нигер, главные плодородные районы располагались в её внутренней дельте.
Богатство Мали базировалось на торговле со странами Северной Африки по транссахарским караванным путям, в том числе на добыче и экспорте золота и соли. Благодаря месторождениям Бамбук и Буре основную массу золота на средиземноморский рынок поставляло Мали. Также через пустыню купцы везли из Мали слоновую кость, шкуры носорогов и других африканских животных.
В империи проживала десятая часть населения Земли. Крупнейшие города Мали — Томбукту (500 000), Гао (75 000), Дженне (50 000). Императоры (манса), правящая верхушка и торговое сословие исповедовали ислам, остальное население придерживалось традиционных анимистических верований.

## Армия
Армия империи Мали была одной из самых сильных в Западной Африке. Армия формировалась из сил племени мандинка, основного народа проживавшего на территории империи. Структура и традиции малийской армии, в последующем окажут влияние и на многие более поздние государства Западной Африки, включая отколовшиеся державы, такие как империя Сонгай и Джолоф.

## Мансы империи Мали издинастии Кейта
Первым обладателем титула манса (манд. Mansa — букв. «царь царей») стал легендарный основатель империи Мали Сундиата Кейта. Основанная им династия Кейта возводится к происхождению от Билали Бунамы, которого отождествляют со сподвижником пророка Мухаммеда Билалем ибн Рабахом.
Тем не менее, эти данные не являются абсолютными, и в академической науке преобладают различные точки зрения. Сроки правления, упомянутые в нижеследующем списке, восходят к исследованиям Мориса Делафосса, и рассчитанные около ста лет назад — весьма условны. Расчёты Делафосса, основанные на информации, записанной тунисским историком Ибн Хальдуном, современными историками подвергаются критике и в значительной степени исправлены.
- (1235—1255) Мари Диата I[9] (Сундиата Кейта — букв. «Царь — лев»[10], Сундиата Конате (?), Сонголон Диата), сын Фа Магана, разгромил в 1235 году войско государства Сосо, присоединил территории в верховьях рек Нигер и Сенегал, основал новую столицу — город Ниани
- (1255—1270) Ули I Кейта (Уали Кейта, Уле), сын Мари Диаты I
- (1270—1274) Уати Кейта, сын Мари Диаты I
- (1274) Халифа Кейта, сын Мари Диаты I
- (1274—1285) Абубакар I (Манде Бори), сын дочери Мари Диаты I
- (1285—1300) Сакура (Сабкара), не из династии Кейта, вольноотпущенник
- (1300—1305) Ку Кейта (Гао), сын Ули или Мари Диаты I
- (1305—1310) Мухаммад I (Ниани Мамаду), сын Ку
- (1310—1312) Абубакар II, сын Ули или Мари Диаты I
- (1312—1337) Муса I (Канку Муса), правнук Фа Магана, первым принял титул «манса»
- (1337—1341) Маган I, сын Мусы I
- (1341—1360) Сулайман, брат Мусы I
- (1360) Камба Кейта (Каса), сын Сулаймана
- (1360—1374) Мари Диата II, сын Магана I
- (1374—1387) Муса II, сын Мари Диаты II
- (1387—1388) Маган II, сын Мари Диаты II
- (1388—1390) Сантики (Сантиги, Сантаки), муж вдовы Мари Диаты II, узурпатор
- (1390) Маган III (Махмуд I), внук или правнук Ку
- (1404 — ок. 1440) Муса III
- (1460—1480/1481) Ули II (Буле)
- (1480/1481—1496) Махмуд II (Мамаду I)
- (1496—1559) Махмуд III (Мамаду II)
- (1559 — ок. 1590) неизвестный манса или вакантно
- (ок. 1590 — ок. 1610) Махмуд IV (Мамаду III)

Империя рушится после смерти Махмуда IV